# 판관서유교 영세불망비
판관서유교 영세불망비는 대한민국 대구광역시 북구 팔달교에 있다.

## 개요
1849년(헌종15)부터 1854년(철종2)까지 대구판관으로 재임하였던 서유교의 치적을 기리기 위해 세운 비석이다.